# Hanslia hentyi
Hanslia hentyi là một loài thực vật có hoa trong họ Đậu. Loài này được (Verdc.) H. Ohashi mô tả khoa học đầu tiên năm 2004.